# Collonges-la-Rouge

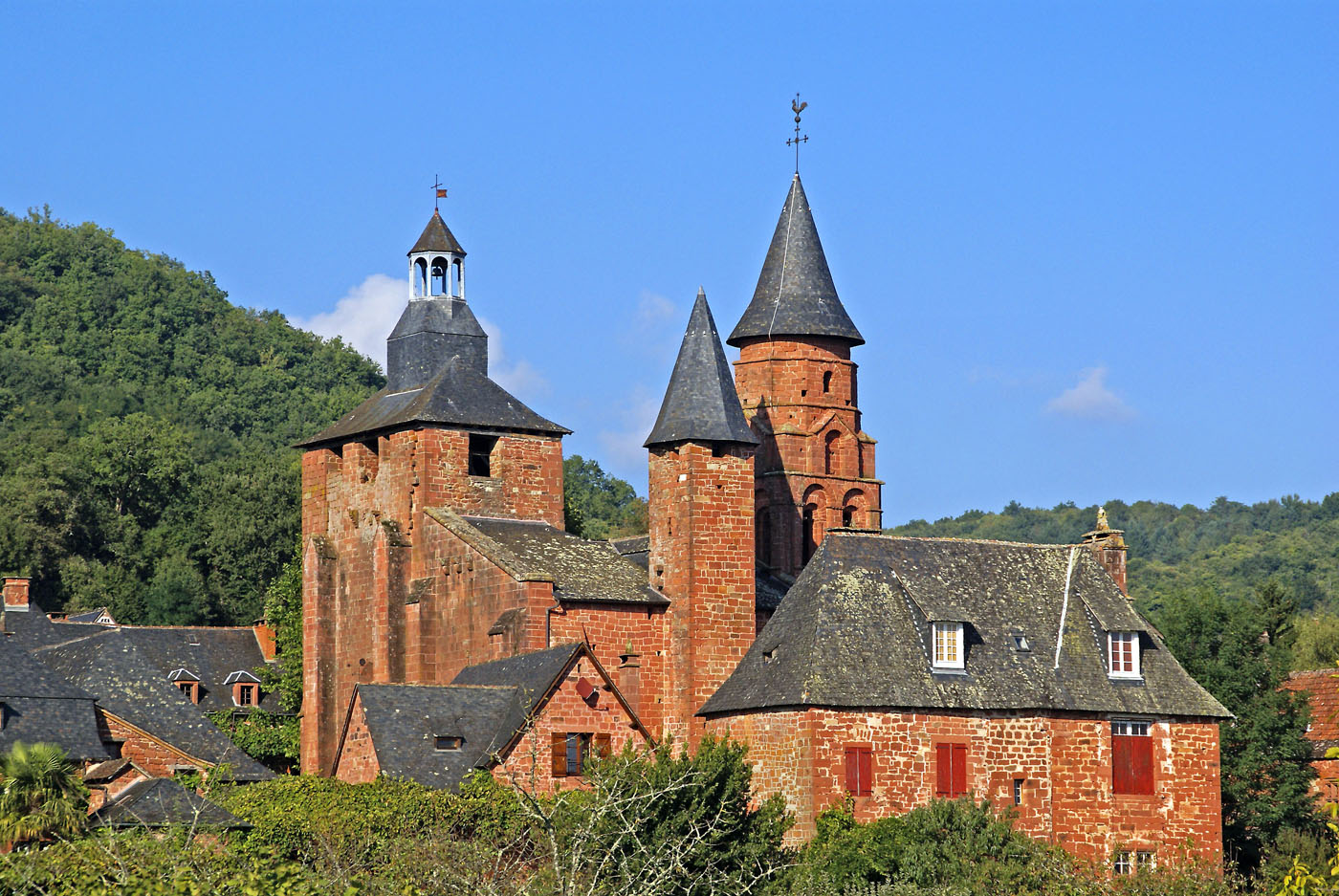
Zamek w Collonges-la-Rouge (2008)

Collonges-la-Rouge – miejscowość i gmina we Francji, w regionie Nowa Akwitania, w departamencie Corrèze.
Według danych na rok 1990 gminę zamieszkiwało 381 osób, a gęstość zaludnienia wynosiła 27 osób/km² (wśród 747 gmin Limousin Collonges-la-Rouge plasuje się na 306. miejscu pod względem liczby ludności, natomiast pod względem powierzchni na miejscu 467.).

## Populacja

Populacja Collonges-la-Rouge w latach 1962–2008